# Дьюк, Джеймс Алан
Джеймс Алан (Джим) Дьюк (англ. James Alan Duke, 4 апреля 1929 — 10 декабря 2017) — американский ботаник, этноботаник, эксперт по фитомедицине.

## Биография
Родился в 1929 году в Бирмингеме. Учился в Университете Северной Каролины, окончил его в 1952 году, в 1955 году получил степень магистра искусств. В 1961 году под руководством Альберта Эрнеста Рэдфорда защитил диссертацию доктора философии по теме The Psammophytes of the Carolina Fall-Line Sandhills.
После защиты диссертации некоторое время работал в Вашингтонском университете, затем — в Ботаническом саду Миссури. С 1963 года работал экологом в Министерстве сельского хозяйства США в Белтсвилле.
В 1965—1971 годах работал на Мемориальный институт Баттеля в Коламбусе, активно путешествовал по Панаме и Колумбии, занимаясь исследованием ботаники и этнологии этих регионов. С 1971 года — снова в Министерстве сельского хозяйства, где основал крупнейшую базу данных по культивированию и использованию тысяч видов растений.
В 1977 году Дьюк возглавил Лабораторию лекарственных растений Министерства сельского хозяйства в Белтсвилле, затем руководил Лабораторией экономической ботаники.
В 1995 году покинул Министерство сельского хозяйства, однако продолжил публиковать статьи о лекарственных свойствах растений.
Скончался 10 декабря 2017 года.

## Некоторые публикации
- Duke J. A. Handbook of Miologically Active Phytochemicals and Their Activities. — Boca Raton, 1992. — 183 p. — ISBN 0-8493-3670-8.
- Duke J. A., Vásquez R. Amazonian Ethnobotanical Dictionary. — Boca Raton, 1994. — 215 p. — ISBN 0-8493-3664-3.

## Некоторые виды растений, названные именем Дж. Дьюка
- Anthurium dukei Croat, 1986
- Ardisia dukei Lundell, 1968
- Burmeistera dukei Wilbur, 1977
- Clusia dukei Maguire, 1978
- Hampea dukei A.Robyns, 1968
- Koanophyllon dukei R.M.King & H.Rob., 1974
- Mascagnia dukei Cuatrec. & Croat, 1981 — Carolus dukei (Cuatrec. & Croat) W.R.Anderson, 2006
- Piper dukei Yunck., 1966
- Pleurothallis dukei Luer, 1997
- Polygala dukei Barringer, 1983 — Acanthocladus dukei (Barringer) J.F.B.Pastore & D.B.O.S.Cardoso, 2010
- Psychotria dukei Dwyer, 1980 — Notopleura dukei (Dwyer) C.M.Taylor, 2001